# Acrocercops panacivermiforma
Acrocercops panacivermiforma är en fjärilsart som först beskrevs av Watt 1920.  Acrocercops panacivermiforma ingår i släktet Acrocercops och familjen styltmalar. Inga underarter finns listade i Catalogue of Life.

## Bildgalleri

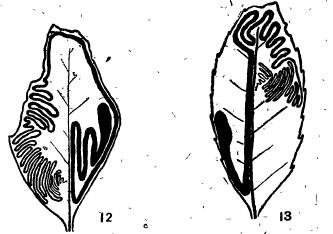
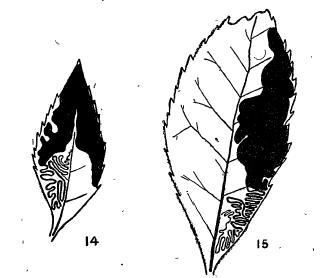
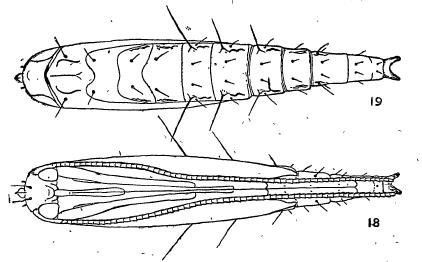